# العلاقات الباهاماسية الغيانية
العلاقات الباهاماسية الغيانية هي العلاقات الثنائية التي تجمع بين باهاماس وغيانا.

## مقارنة بين البلدين
هذه مقارنة عامة ومرجعية للدولتين:
| وجه المقارنة                                              | باهاماس      | غيانا        |
| --------------------------------------------------------- | ------------ | ------------ |
| المساحة (كم2)                                             | 13.88 ألف    | 214.97 ألف   |
| عدد السكان (نسمة)                                         | 395.36 ألف   | 777.86 ألف   |
| الكثافة السكانية (ن./كم²)                                 | 28.48        | 3.62         |
| العاصمة                                                   | ناساو        | جورج تاون    |
| اللغة الرسمية                                             | لغة إنجليزية | لغة إنجليزية |
| العملة                                                    | دولار بهامي  | دولار غياني  |
| الناتج المحلي الإجمالي (بليون دولار)                      | 12.16 مليار  | 3.68 مليار   |
| الناتج المحلي الإجمالي (تعادل القوة الشرائية) بليون دولار | 8.92 مليار   | 5.77 مليار   |
| الناتج المحلي الإجمالي الاسمي للفرد دولار أمريكي          | 22.82 ألف    | 4.13 ألف     |
| الناتج المحلي الإجمالي للفرد دولار أمريكي                 |              |              |
| مؤشر التنمية البشرية                                      | 0.790        |              |
| رمز المكالمات الدولي                                      | +1242        | +592         |
| رمز الإنترنت                                              | .bs          | .gy          |
| المنطقة الزمنية                                           | 00           | 00           |

## منظمات دولية مشتركة
يشترك البلدان في عضوية مجموعة من المنظمات الدولية، منها:
| علم المنظمة | اسم المنظمة                                                          | تاريخ انضمام باهاماس | تاريخ انضمام غيانا |
| ----------- | -------------------------------------------------------------------- | -------------------- | ------------------ |
|             | الجماعة الكاريبية                                                    | 4 يوليو 1983         | 1 أغسطس 1973       |
|             | وكالة ضمان الاستثمار متعدد الأطراف                                   | 4 أكتوبر 1994        | 18 يناير 1989      |
|             | الأمم المتحدة                                                        | 18 سبتمبر 1973       | 20 سبتمبر 1966     |
|             | وكالة حظر الأسلحة النووية في أمريكا اللاتينية ومنطقة البحر الكاريبي ‏ | ?                    | ?                  |
|             | دول الكومنولث                                                        | ?                    | ?                  |
|             | منظمة حظر الأسلحة الكيميائية                                         | ?                    | ?                  |
|             | منظمة الشرطة الجنائية الدولية                                        | ?                    | ?                  |
|             | مؤسسة التنمية الدولية                                                | 23 يونيو 2008        | 4 يناير 1967       |
|             | يونسكو                                                               | 23 أبريل 1981        | 21 مارس 1967       |
|             | مجموعة دول أفريقيا والكاريبي والمحيط الهادئ                          | ?                    | ?                  |
|             | الاتحاد البريدي العالمي                                              | ?                    | ?                  |
|             | البنك الدولي للإنشاء والتعمير                                        | 21 أغسطس 1973        | 26 سبتمبر 1966     |
|             | بنك التنمية الكاريبي ‏                                                | ?                    | ?                  |
|             | الاتحاد الدولي للاتصالات                                             | 19 أغسطس 1974        | 8 مارس 1967        |
|             | مؤسسة التمويل الدولية                                                | 8 ديسمبر 1986        | 4 يناير 1967       |
|             | المركز الدولي لتسوية المنازعات الاستشارية                            | 18 نوفمبر 1995       | 10 أغسطس 1969      |
|             | تحالف الدول الجزرية الصغيرة                                          | ?                    | ?                  |

## وصلات خارجية
- موقع وزارة الخارجية الغيانية